# 明倫站
明倫站（：／ Myeongnyun yeok */?）是釜山地鐵1號線沿線的一座高架車站，位於韓國釜山廣域市東萊區溫泉洞。

## 車站構造
站體為2面2線側式月台的高架車站，候車月台設有月台幕門，並有5處出口。

### 月台配置
| 東萊 ↑   |
| \| 上    |
| ↓ 溫泉場 |

| 月台 | 路線               | 目的地                             |
| ---- | ------------------ | ---------------------------------- |
| 上行 | ●釜山都市铁道1号线 | 多大浦海水浴場方向                 |
| 下行 | ●釜山都市铁道1号线 | 溫泉場、釜山大學、梵魚寺、老圃方向 |

## 歷史
- 1985年7月19日：明倫洞站落成啟用。
- 2010年2月24日：改為現在名稱。

## 車站周邊
- 東萊園藝高校
- 有樂女子中學
- 釜山電子工業高校
- 東萊區廳
- 東萊區衛生所
- 樂天百貨東萊店
- 國道7號
- 釜山銀行美南分行
- NH農協銀行明倫站分行

## 圖片

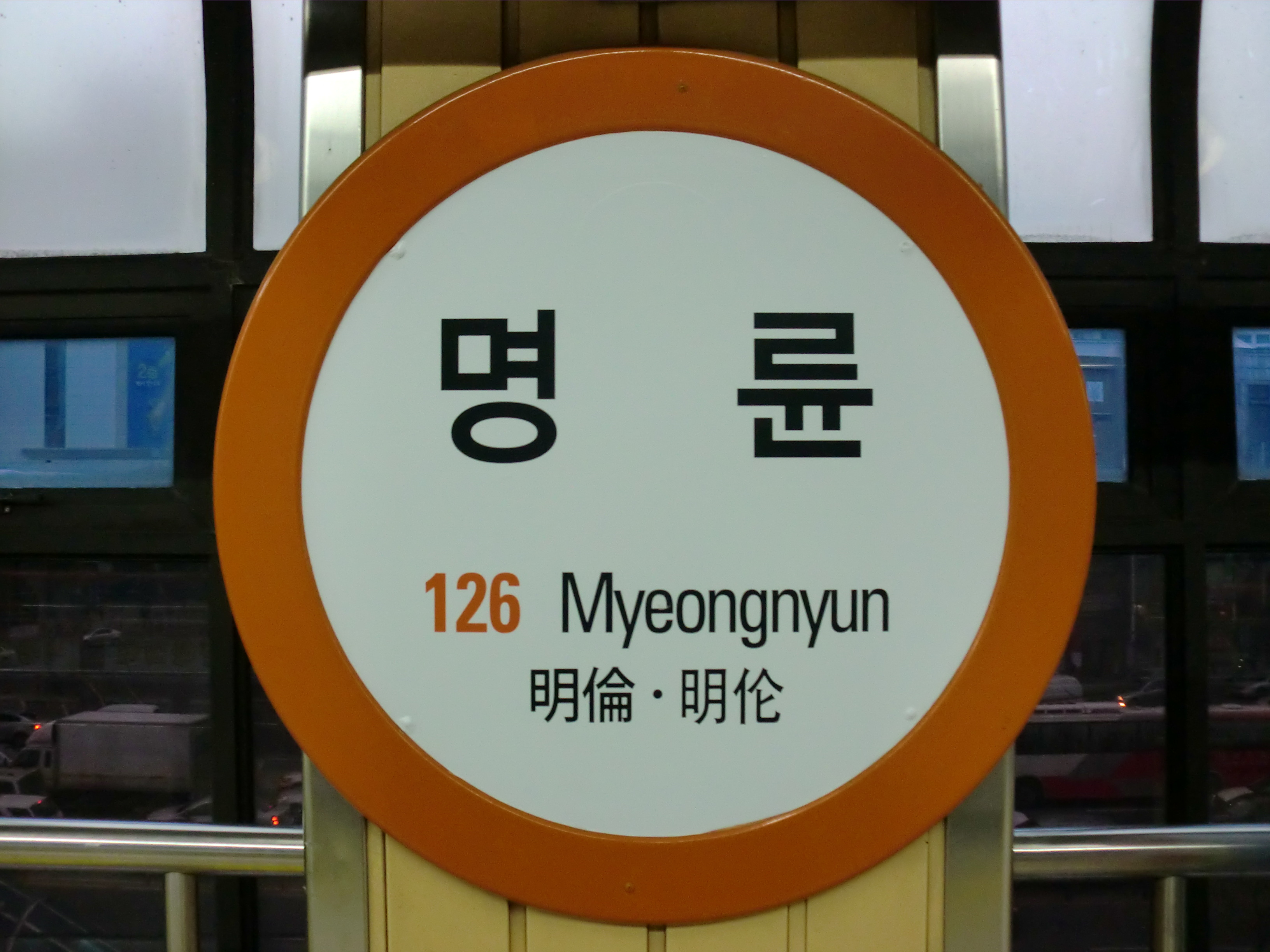
站名牌
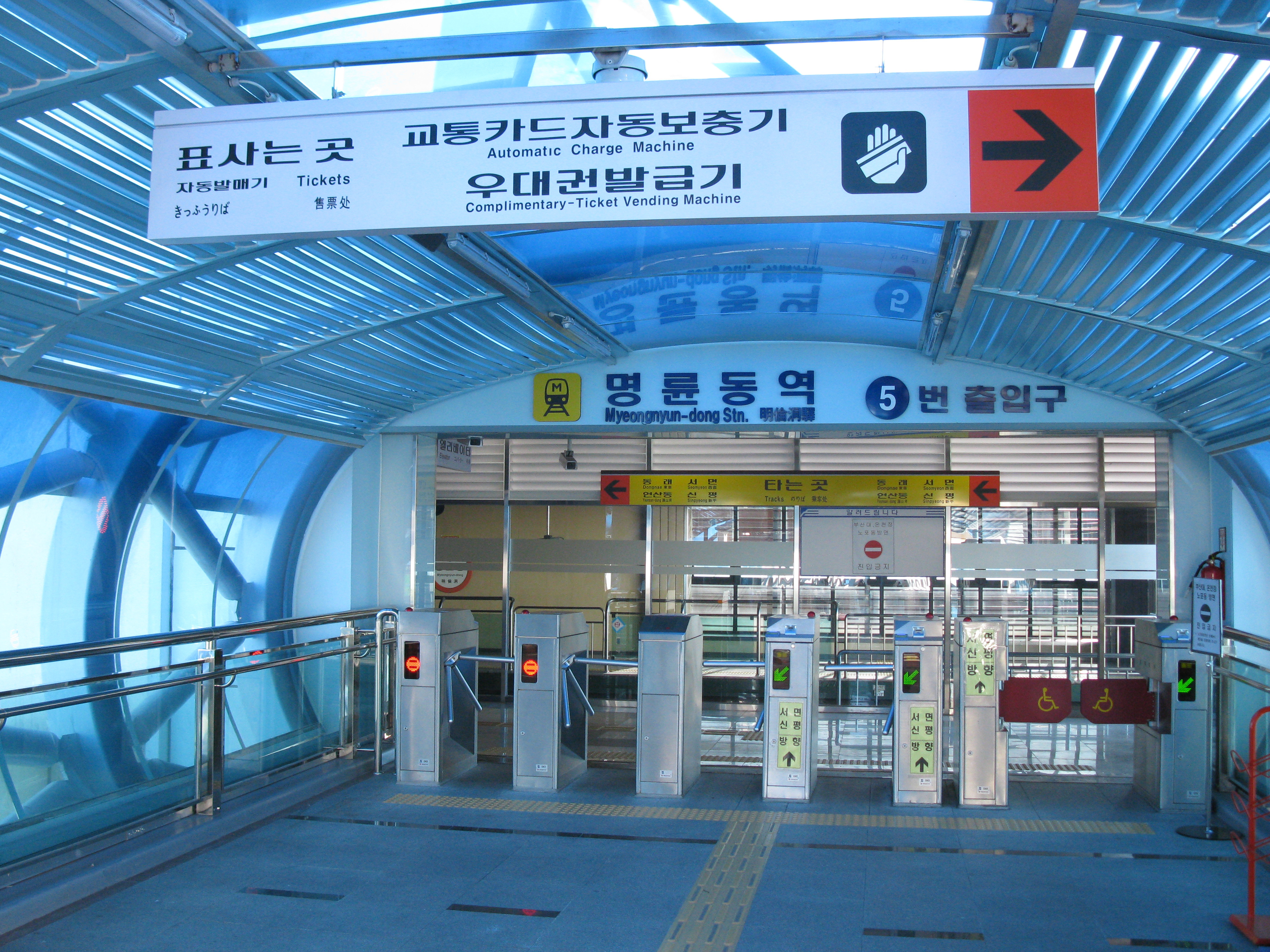
剪票閘口
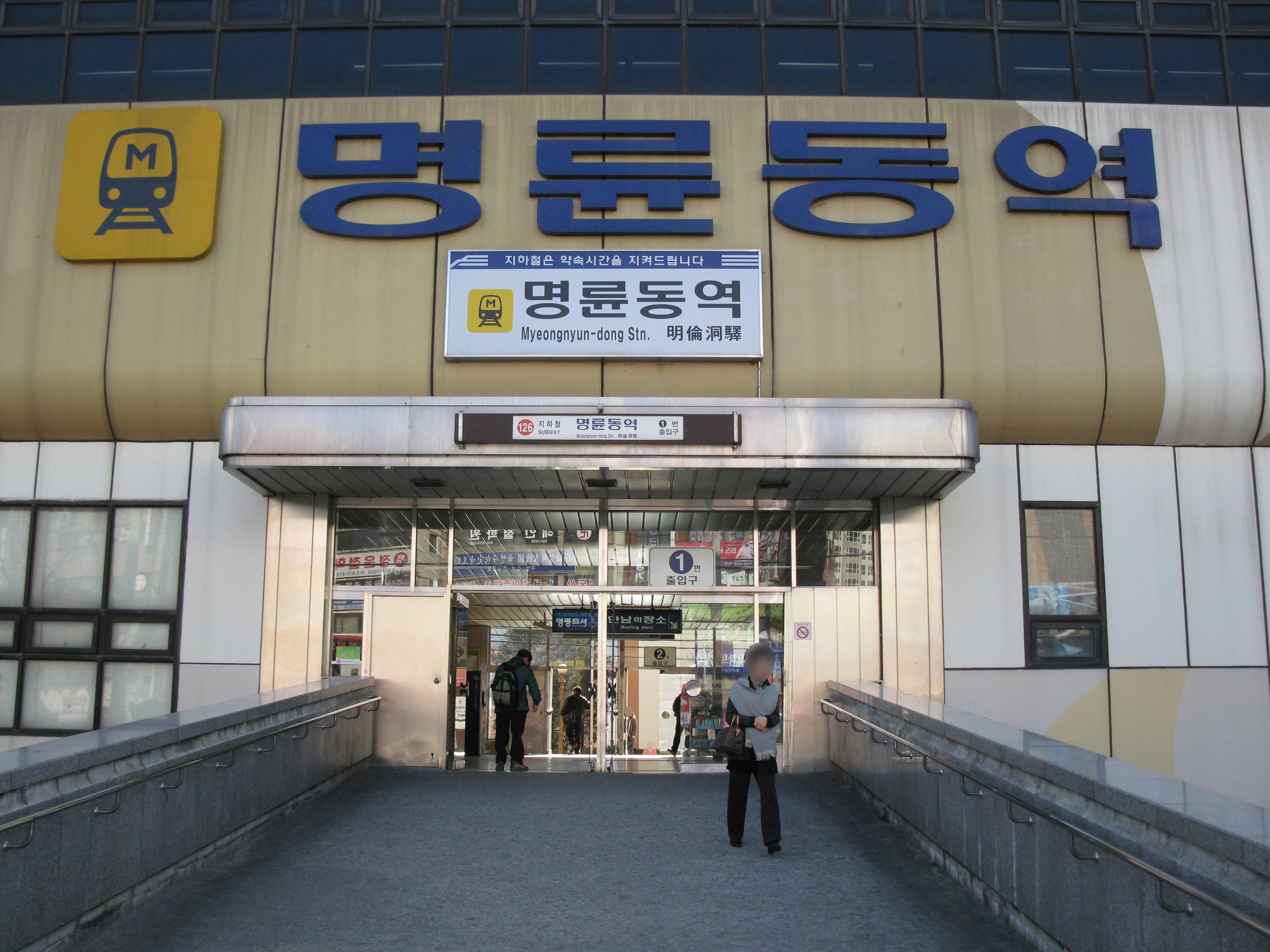
1號出口
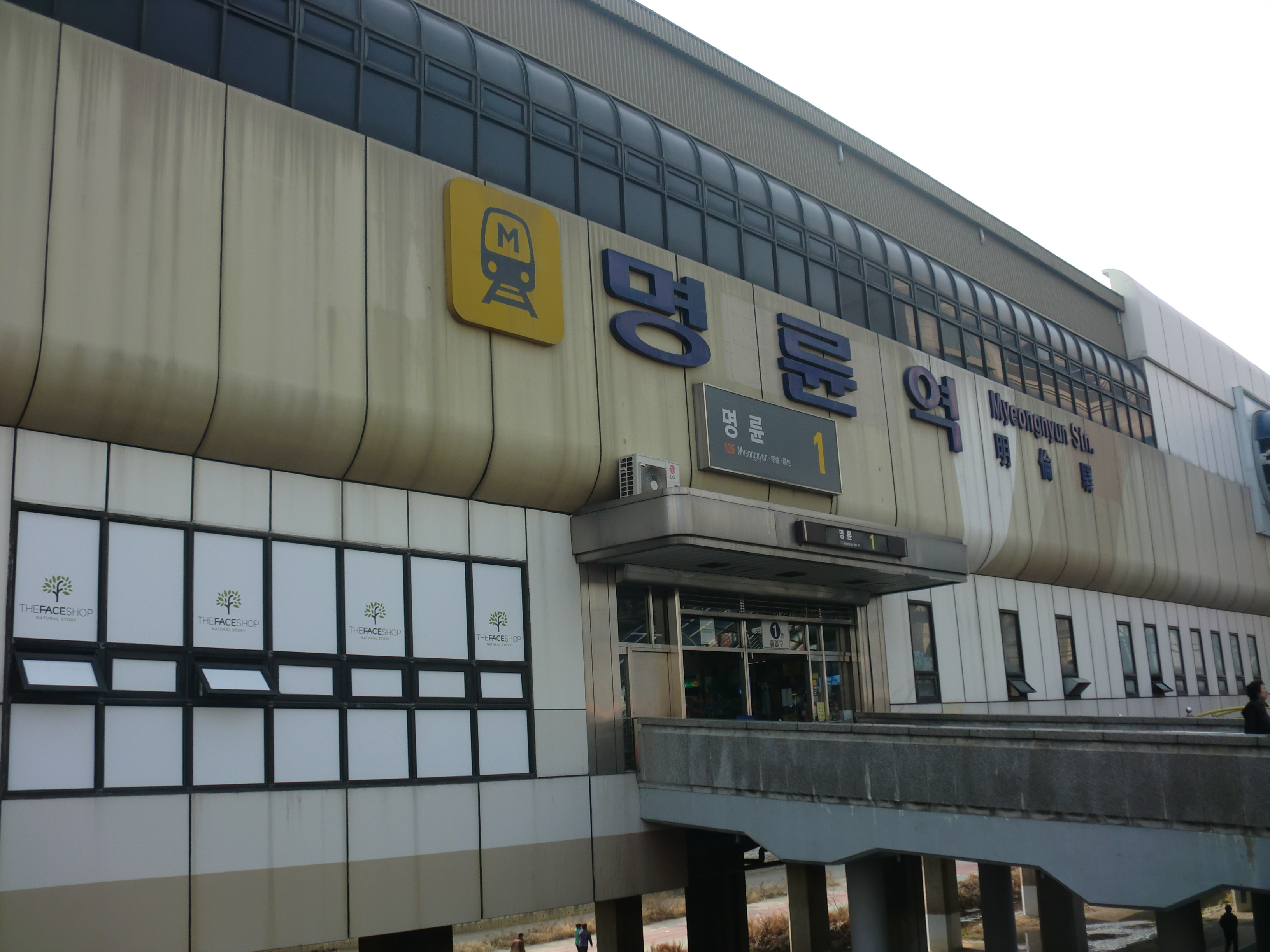
1號出口
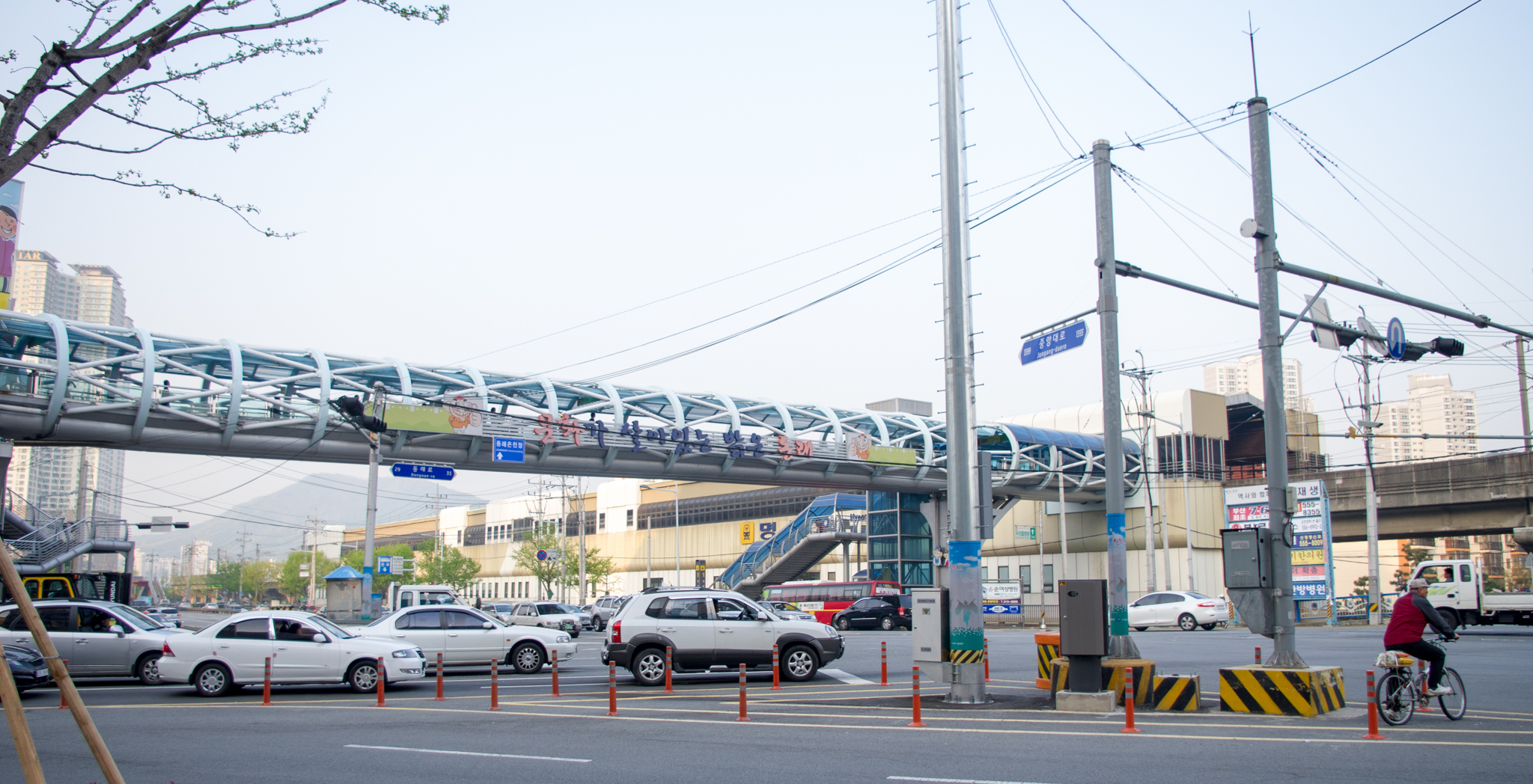
車站建築

## 相鄰車站
釜山交通公社
●釜山都市铁道1号线
東萊（125）－明倫（126）－溫泉場（127）